# José Félix Uriburu
José Félix Benito Uriburu (Salta, 20 de julio de 1868 - París, 29 de abril de 1932) fue un militar, político y dictador argentino. Con una larga carrera castrense, alcanzó el grado de teniente general, y el 6 de septiembre de 1930 encabezó una sublevación cívico-militar que derrocó al gobierno democrático del presidente Hipólito Yrigoyen, de la Unión Cívica Radical, constituyendo la primera ruptura exitosa del orden constitucional en Argentina después de setenta años de legalidad. Uriburu ocupó de facto la presidencia de la Nación Argentina, autodesignándose "Presidente del Gobierno Provisorio".
El gobierno de facto disolvió el Congreso e intervino doce de las entonces catorce provincias del país (con la excepción de San Luis y Entre Ríos, con gobiernos electos que adhirieron al golpe). Uriburu gobernó de este modo por decreto arrogándose los poderes ejecutivo y legislativo del país. Aunque en mayor medida compuesto por militares, el gobierno de facto integró progresivamente a una gran cantidad de civiles, la mayoría provenientes de la élite conservadora liberal opositora a Yrigoyen.  Del mismo modo, varios sectores que apoyaron al principio la caída de Yrigoyen comenzaron a distanciarse de Uriburu en el transcurso del gobierno de facto por diversos motivos.
La dictadura de Uriburu reprimió con dureza la disidencia por parte de los grupos radicales, comunistas y anarquistas, y tuvo como objetivo último instaurar un régimen corporativista. A pesar de estas intenciones, el rechazo de las élites civiles al proyecto de Uriburu y una victoria electoral radical en comicios más tarde anulados en la provincia de Buenos Aires condujeron al gobierno militar a iniciar un proceso de normalización institucional. Sin embargo, el régimen de facto organizó elecciones fraudulentas en noviembre de 1931, en las que el radicalismo optó por abstenerse ante la nula falta de garantías, permitiendo la elección de Agustín Pedro Justo por una coalición de partidos conservadores. Uriburu entregó el mando al nuevo gobierno el 20 de febrero de 1932. Enfermo desde antes de dejar el poder, Uriburu se retiró a París, Francia, donde murió poco más de dos meses más tarde, el 29 de abril, víctima de un cáncer de estómago.
Su régimen fue legitimado por la Corte Suprema de Justicia por medio de una Acordada, que devino en la doctrina de los gobiernos de facto. Debido a esto último, el golpe de Estado realizado por Uriburu inauguró un ciclo de inestabilidad política persistente en la Argentina que se prolongó por más de medio siglo, dando lugar a gobiernos inconstitucionales y represivos llegados al poder por sublevaciones similares en 1943, 1955, 1962, 1966 y 1976. Asimismo, muchas de las técnicas de represión y tortura empleadas por el régimen de Uriburu (en particular destacando el uso de la picana eléctrica y las ejecuciones clandestinas de opositores) serían replicadas por las dictaduras posteriores. Después de la restauración definitiva de la democracia en Argentina en 1983, varios de los memoriales y homenajes a Uriburu por medio de monumentos y nombres de calles (surgidos a lo largo del siglo XX) han sido progresivamente eliminados.

## Familia
Nació en la ciudad de Salta, el 20 de julio de 1868, hijo del matrimonio conformado por los primos José de Uriburu y Serafina de Uriburu, quienes eran sobrino e hija, respectivamente, del coronel Evaristo de Uriburu. Por consiguiente, era nieto de María Josefa Arenales, y bisnieto del general de la Independencia Juan Antonio Álvarez de Arenales.
Según el genealogista Narciso Binayán Carmona, era descendiente del conquistador, explorador y colonizador español Domingo Martínez de Irala (1509-1556); sus antepasados tenían un remoto origen mestizo guaraní, que compartía con muchos próceres de la época de la Independencia y con grandes personajes paraguayos y argentinos.

## Biografía
El 17 de marzo de 1885, Uriburu ingresó como cadete en el Colegio Militar de la Nación. Con el grado de subteniente, era uno de los jefes de la "Logia de los 33 Oficiales" que participó en la organización de la Revolución del Parque en 1890.
El 19 de noviembre de 1894, se casa con Aurelia Madero Buján (1873-1959), hija de Eduardo Madero y Marcelina Buján Ellauri, y con la que tuvo tres hijos: Alberto Eduardo, Elena Teresa y Marta Mercedes.
Fue ayudante de su tío, el presidente José Evaristo de Uriburu, y del también presidente Luis Sáenz Peña. En 1900, entra a la recién fundada Escuela Superior de Guerra y posteriormente es enviado a Alemania por tres años, para perfeccionarse en programas de entrenamiento militar y equipos. En 1905, apoyó a Manuel Quintana para sofocar la revolución radical de ese año.

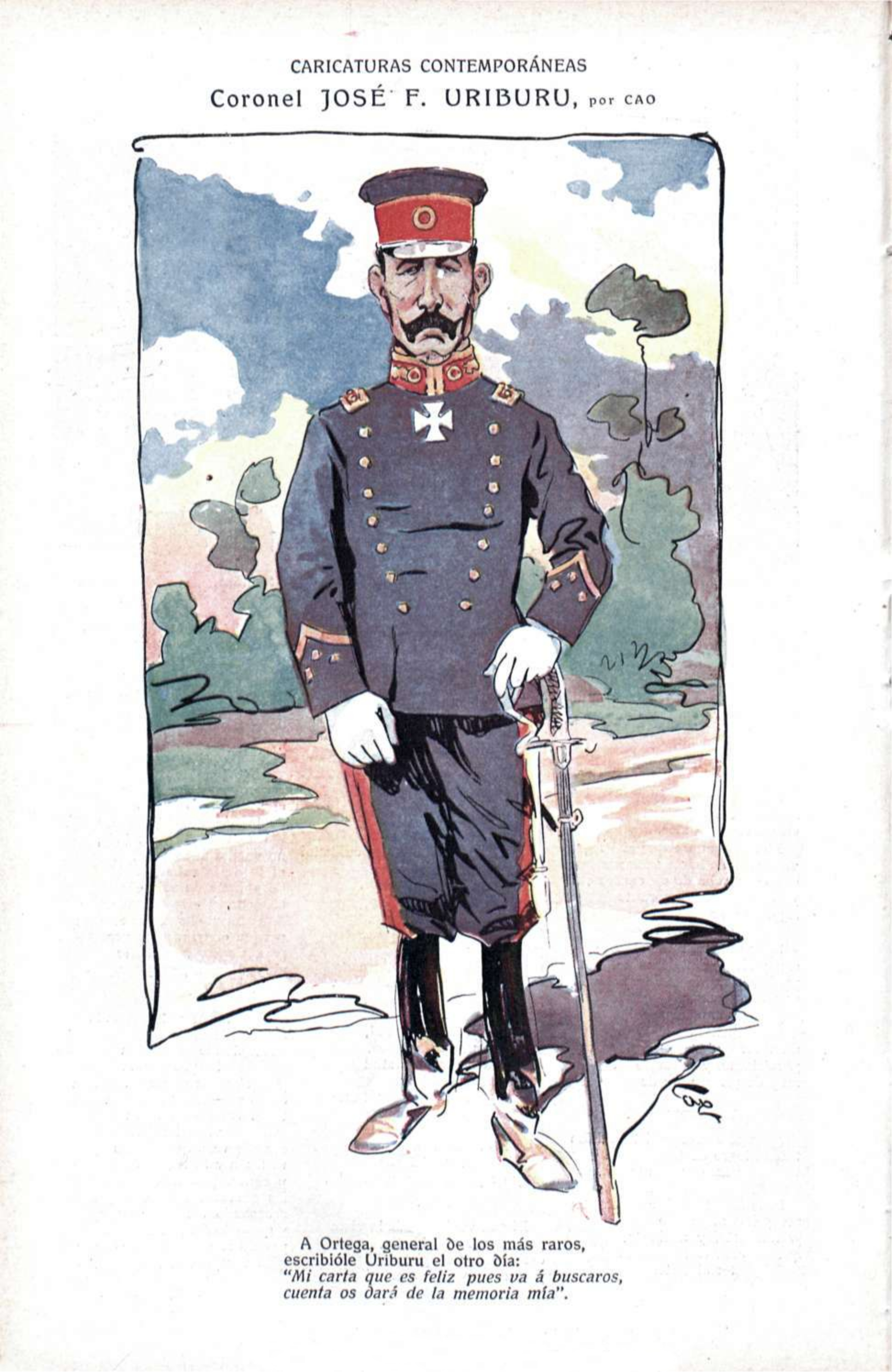
Retratado por Cao en la revista Caras y Caretas (1911)

En 1907, fue hecho director de la Escuela Superior de Guerra y posteriormente viaja otra vez a Alemania por un año y medio, para estudiar la compra de cañones de la empresa Krupp en Essen. Cuando regresó a Buenos Aires en mayo de 1910, acompañando al general alemán Colmar von der Goltz en su visita a Argentina, asistió a los congresos científicos de la celebración del Centenario, y luego estuvo a cargo de puestos fronterizos como oficial de estado mayor.
En 1913, regresó a Europa como agregado militar en Alemania e Inglaterra, y retornó a la Argentina poco después. Ese mismo año, asistió a la convención fundadora del Partido Demócrata Progresista (PDP) liderado por Lisandro de la Torre, al que apoyó. El 11 de mayo de 1913 ganó las elecciones especiales que se realizaron en la Provincia de Salta para cubrir la vacante causada por la renuncia del diputado David Zambrano. Asumió el 30 de julio de ese mismo año con mandato hasta 1914. En 1914 fue candidato a diputado por la Unión Cívica Nacional en la ciudad de Buenos Aires, obteniendo 13.673 votos y quedando en 19.º lugar, no pudiendo entrar.
Desde 1919 hasta 1923 fue comandante de la Primera División de Ejército con asiento en la Capital Federal. En 1921, consiguió el ascenso a general de división. Así, desde 1923 hasta 1926, actuó como inspector general del Ejército (la más alta jerarquía), designado por el presidente Marcelo T. de Alvear. En realidad, estuvo considerado por Alvear para ocupar el cargo de ministro de Guerra pero lo descartó por su reconocida simpatía por Alemania, optando por el coronel Agustín P. Justo. Fue miembro del Consejo Supremo de Guerra desde 1926 hasta que Yrigoyen lo hizo retirar por haber alcanzando la edad reglamentaria.

## El golpe de Estado de 1930

### El Crack del '29 y la crisis de la Gran Depresión
La crisis económica mundial de 1929 (llamada Gran Depresión) tuvo un profundo impacto en la Argentina, afectándola primero financieramente, ya que el 80% de los ingresos fiscales en Argentina provenían del comercio exterior. La crisis creó una situación de tensión social, con bajas de sueldo, aumento del desempleo, etc.; es decir, una contracción de la economía general. Y esto generó también, en el plano político, un contexto en el cual se produce el golpe de 1930. La crisis de 1929 fue un factor que creó una situación de tensión, de malestar sobre la economía, en términos sociales y de preocupación e incertidumbre en los sectores económicos dominantes, y esto contribuyó a crear este clima. En América Latina, en general, hubo una crisis de sistemas democráticos prácticamente en toda la región.
Por otra parte, las enseñanzas sociales de la Iglesia católica de la época estaban basadas en la encíclica Rerum Novarum de 1891, que versaba sobre las condiciones de las clases trabajadoras, dejaba patente su apoyo al derecho laboral de «formar uniones o sindicatos», reafirmaba también el derecho a la propiedad privada y discutía sobre las relaciones entre el gobierno, las empresas, los trabajadores y la Iglesia, proponiendo una organización socioeconómica que más tarde se llamaría corporativismo. Recién a partir de 1931, el Papa Pío XI condenó al fascismo y propuso llevar a la práctica los principios de la recta razón y de la filosofía socialcristiana.

### La crisis moral
En enero de 1929, durante la segunda presidencia de Hipólito Yrigoyen, Roberto Arlt publicó en el diario El Mundo, un artículo titulado "Su Majestad, la coima", donde escribe:

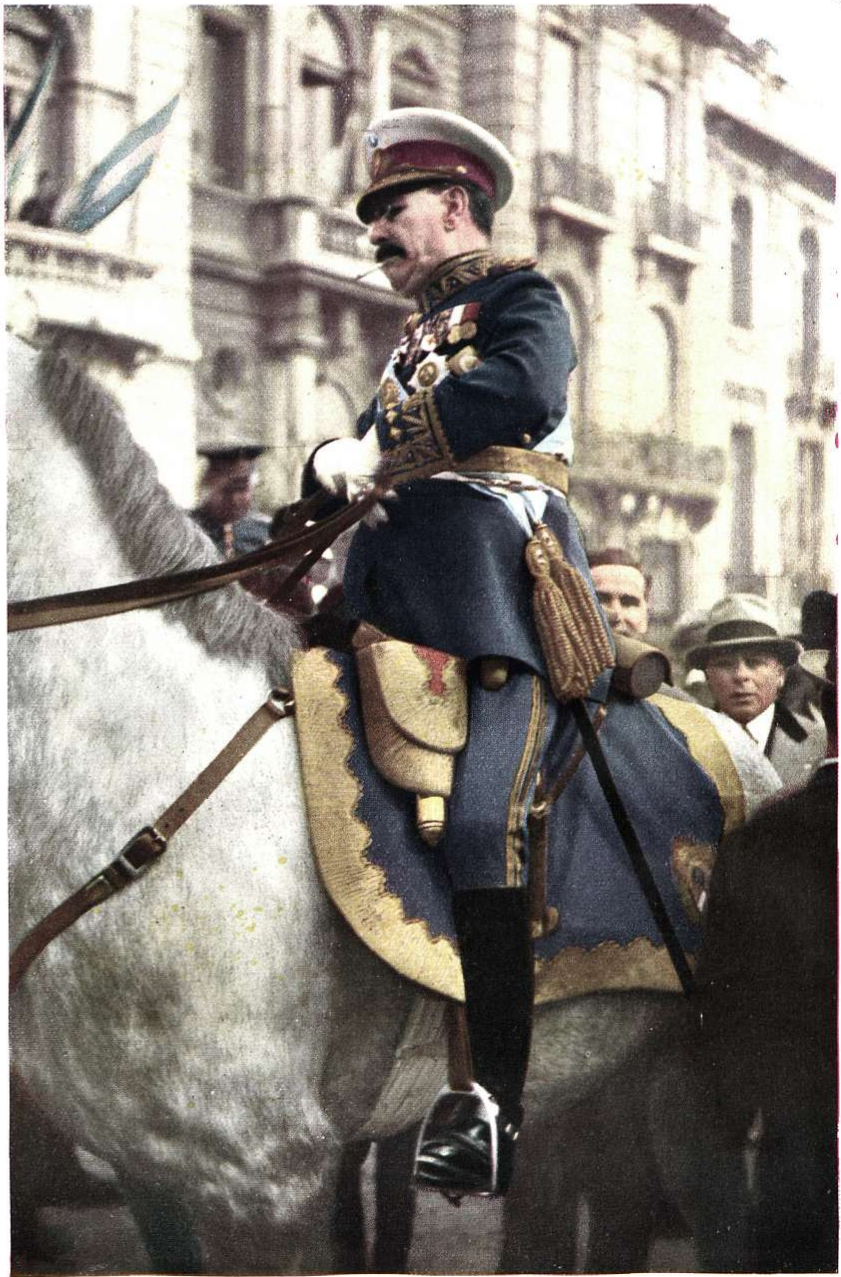
Félix Uriburu en la última revista que paso a las tropas el 6 de septiembre de 1931 en su carácter de presidente provisional de la república.

La coima es la polilla que roe el mecanismo de nuestra administración, la rémora que detiene la marcha de la nave del Estado (y esta vez es cierto el mito de la rémora y la macana de la nave del Estado), la coima es el aceite lustral conque cuanto bicho inspector y subinspector que vagabundea por ahí, lubrifica sus articulaciones y engorda su estómago; la coima es la madre de muchos bienestares, el alma de numerosas prosperidades, el ángel tutelar de los que venden aserrín por harina, achicoria por café, pan quemado por chocolate, mármol molido por azúcar, la coima es la diosa protectora de todos los tahúres que pululan en nuestra tierra, de todos los comisarios que entran flacos y salen gordos, de todos los magistrados que se taponan los oídos para no escuchar los alaridos de la justicia, ¿qué no es la coima, la enorme, la nutritiva coima? Donde se clave la vista, allí está: invisible, segura, efectiva, certera. La coima es la que moviliza los escritos en un juzgado; la coima es la que arranca un certificado de buena conducta para un específico fascineroso, la coima es la que le da ciudadanía de honestidad a un granuja cien veces más ladrón que el ladrón Gesta; la coima es la que ablanda y humaniza al inspector personudo, al abogado recio, al escribano melifluo, al oficial de justicia inexorable, al médico talentudo. La coima, invisible, penetrante, ardua e infalible, penetra por todas partes y compra al grande, al cogotudo y al severo como al pequeño, al modesto y al humilde que se conforma y transige con tal que le den para un café con leche.
Roberto Arlt

### Las doctrinas corporativistas
Las posturas nacionalistas surgidas por imitación de lo ocurrido en Italia con Benito Mussolini, que apoyaban la implantación de un corporativismo, provocaron la división del Partido Popular y su disolución. Fue entonces cuando los nacionalistas católicos apoyaron al semanario La Nueva República, opositor al gobierno radical de Hipólito Yrigoyen, que fue muy criticado por una serie de intervenciones a provincias por decreto y por vincularse a su gobierno con asesinatos de opositores, como el del senador Lencinas, que produjeron el debilitamiento de la democracia y desencadenaron el golpe militar dirigido por el general José Félix Uriburu.

### El levantamiento del 6 de septiembre de 1930
El 6 de septiembre de 1930, Uriburu encabezó un golpe de Estado que derrocó al gobierno constitucional de Hipólito Yrigoyen y estableció una dictadura militar, la primera de una serie que se extendería hasta 1983.
Uriburu básicamente representó en aquel momento ante todo un nacionalismo católico neo-corporativista. Inclusive, el proyecto de constitución que tenían en mente Uriburu y sus sectores era un sistema neocorporativo mixto. Querían que hubiera una cámara corporativa, por ejemplo, con representación de sindicatos, empresarios, etc., y otra cámara con representación política. Ideológicamente, se podría decir que era muy tributario del nacionalismo católico, que desde los años ’20 venía creciendo en Argentina.
El golpe de Estado que le permitió llegar al poder fue algo inédito en la Historia de la Argentina moderna. Al opinar acerca de él, el epistemólogo Mario Bunge dice:

El golpe militar del 6 de septiembre de 1930 terminó un período de medio siglo de paz interior y progreso continuo del país en lo económico, político y cultural.
Fue también la primera vez en el continente que el fascismo levantó la cabeza; la primera en la historia del país que las Fuerzas Armadas encabezaron el poder político; la primera, desde la Semana Trágica (1919) y la represión de los obreros patagónicos (1922), que el gobierno fusiló a militantes sindicales; y también la primera vez, desde la caída de la tiranía de Rosas, que la Iglesia Católica volvió a meterse en política, esta vez con una orientación netamente fascista.

Uriburu le encomendó al poeta Leopoldo Lugones la redacción de la proclama revolucionaria, pero la primera versión fue acusada de fascista por parte del coronel José María Sarobe y el general Agustín Pedro Justo, que representaban el liberalismo conservador tradicional de la Argentina. Lugones debió entonces modificarla. La proclama decía:

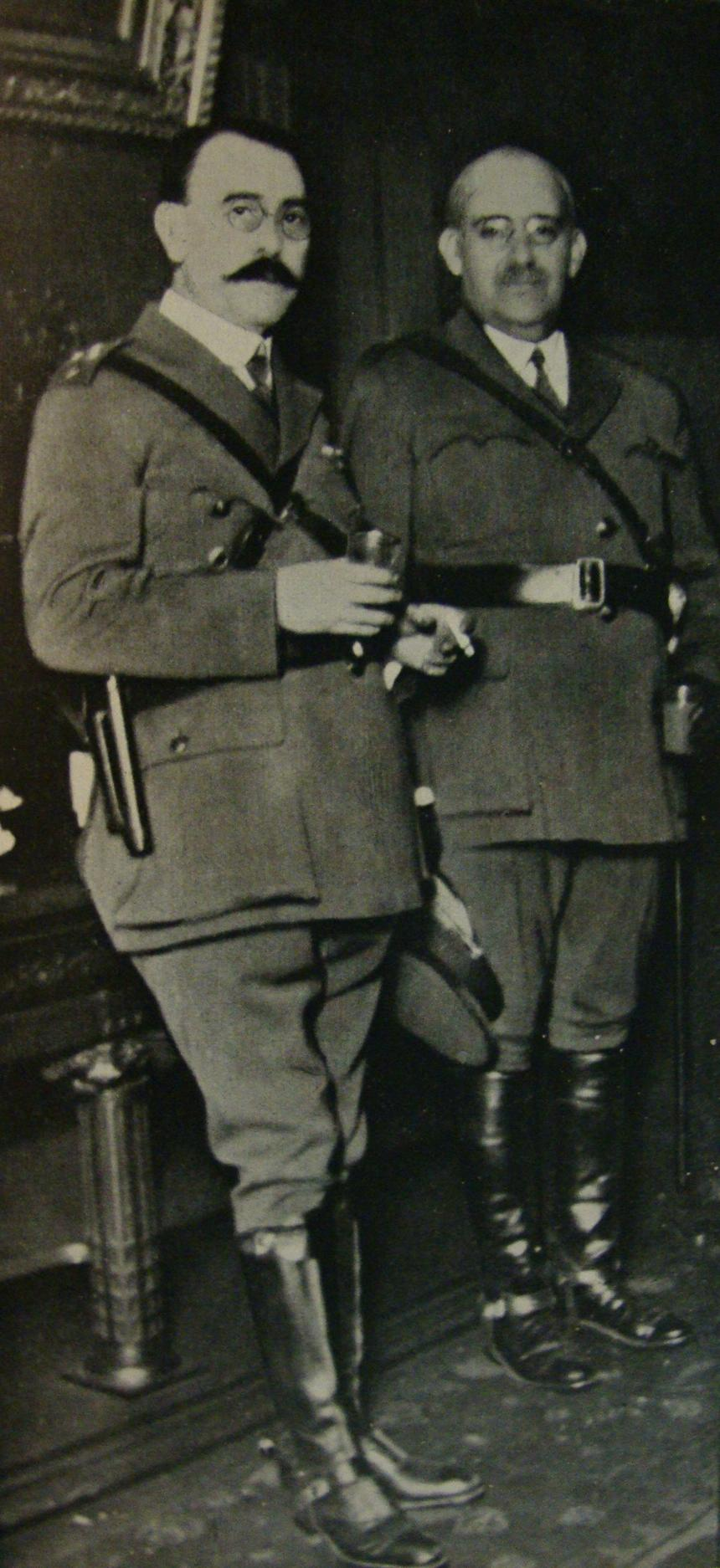
José Félix Uriburu y Agustín Pedro Justo.

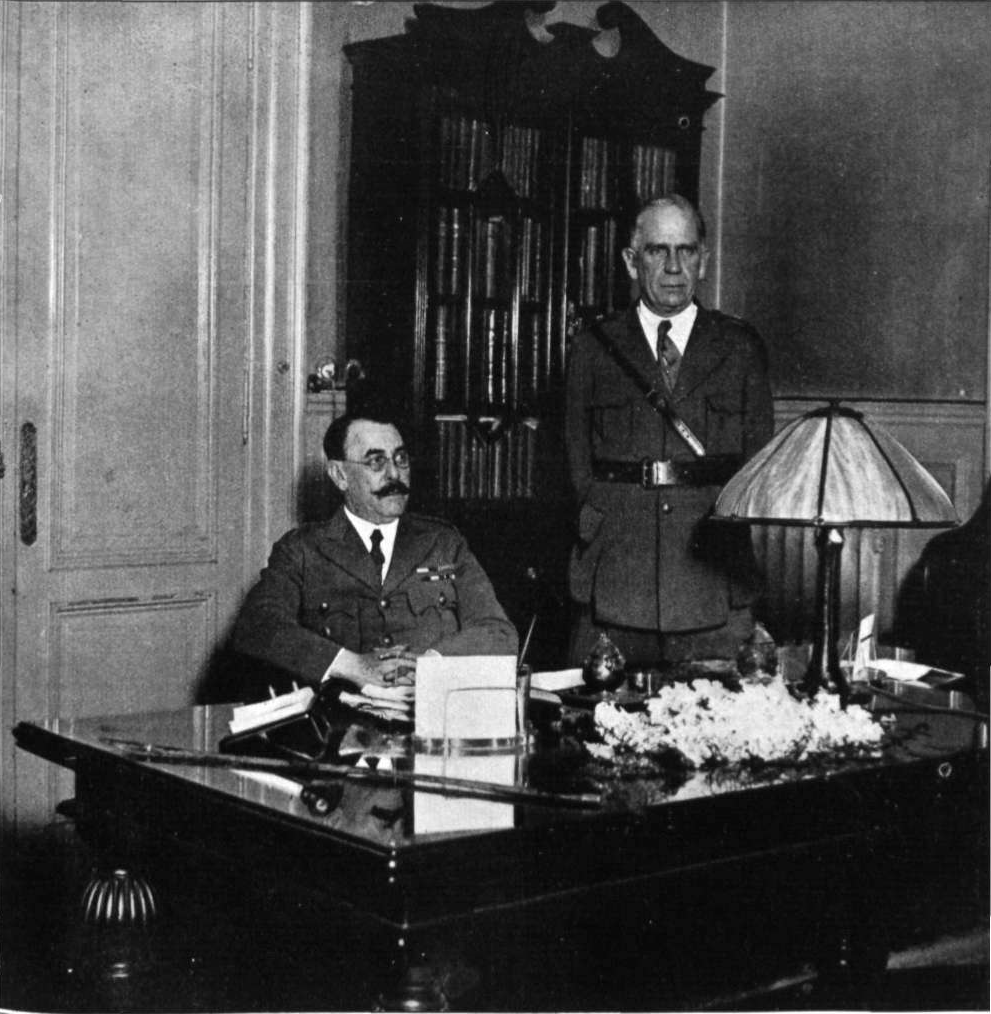
Félix Uriburu en su despacho junto a su secretario general Emilio Kinkelin, el mismo día en que se hizo cargo del gobierno. (6/9/1930)

El Ejército y la Armada de la Patria, respondiendo al calor unánime del pueblo de la Nación y a los propósitos perentorios que nos impone el deber de argentinos en esta hora solemne para el destino del país, han resuelto levantar su bandera para intimar a los hombres que han traicionado en el gobierno la confianza del pueblo y de la República el abandono inmediato de los cargos, que ya no ejercen para el bien común, sino para el logro de sus apetitos personales. Les notificamos categóricamente que ya no cuentan con el apoyo de las fuerzas armadas, cuyo objetivo primordial es defender el decoro personal, que ellos han comprometido, y que no habrá en nuestras filas un solo hombre que se levante frente a sus camaradas para defender una causa que se ha convertido en vergüenza de la Nación. Les notificamos también que no toleraremos que por maniobras y comunicaciones de última hora pretendan salvar a un gobierno repudiado por la opinión pública, ni mantener en el poder los residuos del conglomerado político que está estrangulando a la República.

## El gobierno militar
El 10 de septiembre de 1930, Uriburu fue reconocido como presidente de la Nación mediante una célebre y cuestionada Acordada de la Corte Suprema de Justicia, que dio origen a la doctrina de los gobiernos de facto.
Disolvió el Congreso, declaró el estado de sitio, intervino en todas las provincias gobernadas por el radicalismo y, en rasgos generales, quiso implantar un gobierno neo-corporativista, similar al fascismo, régimen en el que veía un ejemplo de paz y orden político del cual se podían aprender útiles lecciones.
El 18 de septiembre de 1930, los embajadores de los Estados Unidos e Inglaterra, país en el que había sido agregado militar, hacen saber a Uriburu que las potencias por ellos representadas han reconocido al gobierno provisional.
Aunque públicamente Uriburu declaraba respetar la constitución, personalmente sentía que el país necesitaba retornar al régimen de gobierno conservador, previo a la sanción de la Ley Sáenz Peña, que había establecido el voto secreto para varones mayores de edad. En un discurso pronunciado en la Escuela Superior de Guerra, Uriburu expresaba su oposición al sufragio universal con las siguientes palabras:

Debemos tratar de conseguir una autoridad política que sea una realidad para no vivir puramente de teorías... La democracia la definió Aristóteles diciendo que era el gobierno de los más ejercitados por los mejores. La dificultad está justamente en hacer que lo ejerciten los mejores. Eso es difícil que sucede en todo país que, como en el nuestro, hay un sesenta por ciento de analfabetos, de lo que resulta claro y evidente, sin tergiversación posible, que ese sesenta por ciento de analfabetos es el que gobierna al país, porque en elecciones legales ellos son una mayoría.

Estableció un régimen represivo que incluyó por primera vez la utilización sistemática de la tortura contra los opositores políticos, en particular anarquistas, comunistas y radicales yrigoyenistas, mediante la Sección de Orden Político de la Policía de la Capital, al mando de Leopoldo Lugones (hijo).

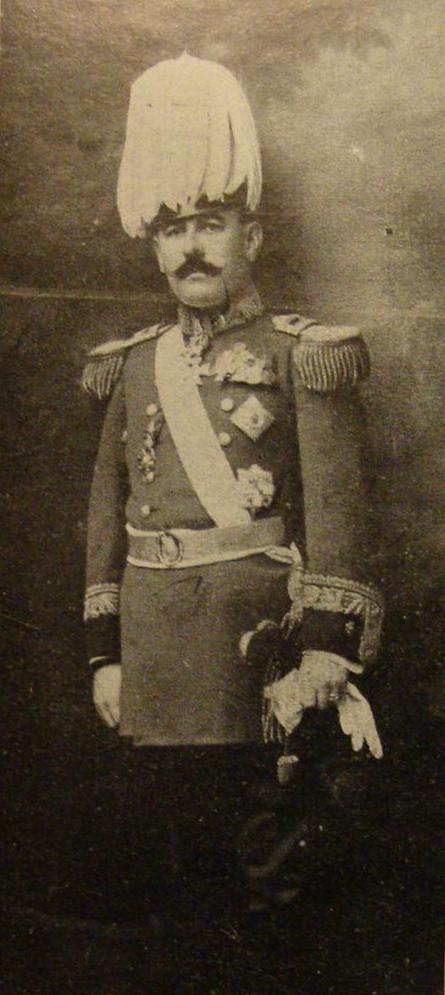
José Félix Uriburu con uniforme de General de Brigada.

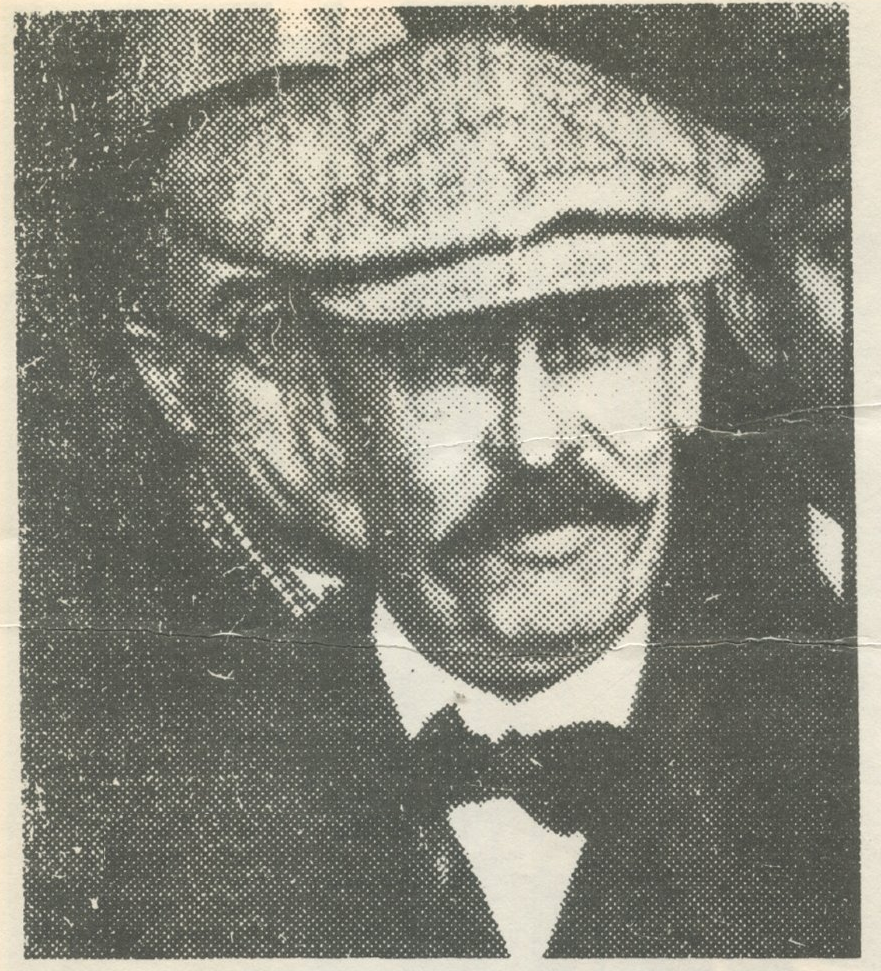
José Félix Uriburu de civil.

Decretó la ley marcial e hizo ejecutar  ― tras juicio sumarísimo― a militantes anarquistas, entre ellos Severino Di Giovanni, Gregorio Galeano, José Gatti, Joaquín Penina, Paulino Scarfó y Jorge Tamayo Gavilán. Encarceló a varios dirigentes políticos ―entre ellos al expresidente Hipólito Yrigoyen―, impuso censura a los diarios, intervino las universidades anulando el régimen de autonomía y cogobierno establecidos desde la Reforma Universitaria de 1918. Una vez producido el golpe, la flamante Confederación General del Trabajo adoptó actitudes de complacencia frente al régimen militar.
En el plano económico, la depresión mundial incidió en el país y ocasionó una gran disminución de los ingresos, la caída del consumo y el crecimiento de la desocupación. En cuanto al plano político, Uriburu intentó un modelo altamente represivo, con ley marcial y tribunales militares para juzgar a civiles que se opusieran al gobierno de facto. Su idea era instalar un régimen corporativo al estilo del fascista italiano Benito Mussolini, pero el resultado de las elecciones demostró que no tenía apoyo y debió desistir del proyecto.
A principios de 1931, llamó a elecciones en la provincia de Buenos Aires, pero luego las anuló debido a que había ganado la Unión Cívica Radical. En noviembre de ese año, convocó nuevamente a elecciones luego de prohibir las candidaturas del radicalismo y organizar un sistema que se reconocía públicamente como fraudulento, dando comienzo a la que se denominó Década Infame. En esas condiciones, resultó «elegido» presidente el general Agustín P. Justo, quien representaba el conservadurismo liberal que había sido aniquilado con la sanción de la Ley Sáenz Peña.
En marzo de 1931, Uriburu recibió a Eduardo de Windsor, príncipe de Gales y heredero al trono británico, con quien visitó Campo de Mayo, el Hipódromo Nacional, y el balneario de Mar del Plata, para inaugurar la Exposición Británica de Artes e Industrias en el predio de La Rural.

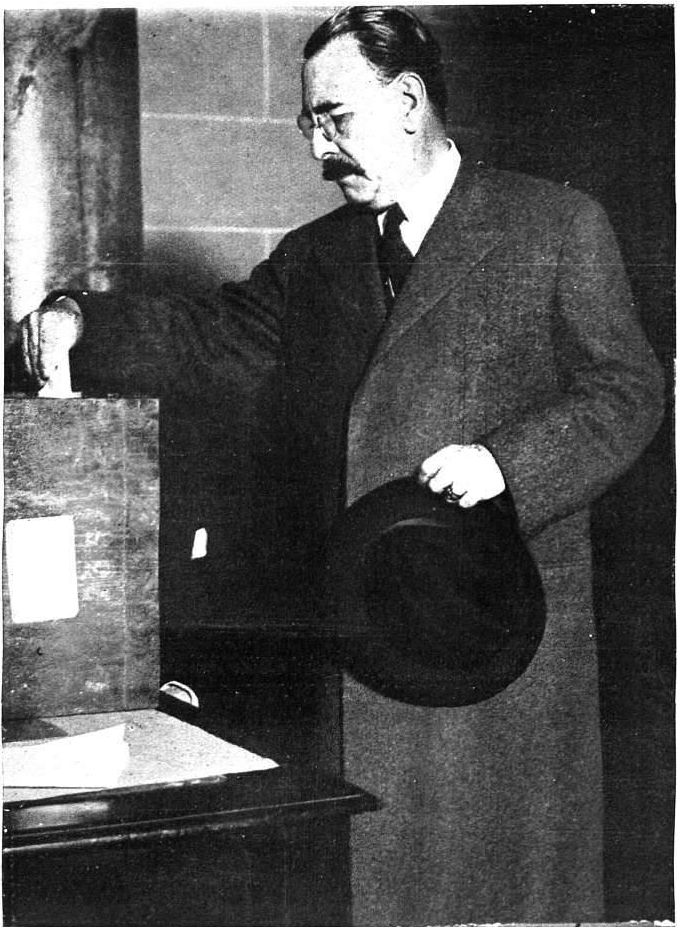
Félix Uriburu emite su voto en las elecciones del 8 de noviembre de 1931.

## Ensayo corporativo
Uriburu juró respetar la Constitución Nacional y la Ley Sáenz Peña, y en su discurso invitó a la población a corregir los "abusos" del yrigoyenismo a través de las urnas. Pero ese discurso se debía al apoyo que había necesitado del sector "liberal" dirigido por Justo y Sarobe. Con el paso de los días, volvió a sus ideales corporativistas en sus discursos y en el nombramiento de autoridades. Aspiraba a reemplazar la Constitución y el sistema democrático por otro, completamente distinto, en que no fuera el voto individual el que decidiera el rumbo político, sino la opinión de corporaciones, en particular las corporaciones patronales y las asociaciones profesionales, entre las cuales los sindicatos eran un actor menor y que, además, debían ser sometidos a una limpieza ideológica.
Entre los ideólogos nacionalistas, Uriburu prefería a Carlos Ibarguren, su primo, católico militante y admirador de la derecha española, que era además un brillante escritor. En cambio, desdeñaba a quien hasta entonces había sido el líder de los nacionalistas, Juan Carulla, que prefería seguir las ideas de Benito Mussolini o de Charles Maurras.
Los discursos mencionaban continuamente la necesidad de restaurar el orden, la propiedad y las jerarquías. Sin embargo, a diferencia de los fascismos europeos, la derecha argentina consideraba que la clave del sistema político propuesto era el Ejército, y no organizaciones paramilitares.
El dictador propuso la fundación de un Partido Nacional, al que deberían adherirse los demás partidos, aunque estaban excluidos el radicalismo yrigoyenista y posiblemente el Partido Socialista. La invitación fue rechazada por todos, salvo algunos grupos conservadores. Uriburu se había adelantado a convocar a elecciones para gobernador de Buenos Aires, confiando en presentar una candidatura única del Partido Nacional frente a los radicales; cuando su proyecto fracasó, no pudo retractarse.
En el mes de abril de 1931 se celebraron las elecciones bonaerenses, con un resultado imprevisto: pese a que el gobierno consideraba al radicalismo completamente "fuera de la historia", y a que este no organizó una campaña electoral ni tenía apoyo de la prensa, el candidato radical Honorio Pueyrredón obtuvo el triunfo. Pese a que en el Colegio Electoral el radicalismo quedó varios votos por detrás y debía negociar con los socialistas para alzarse con la gobernación, el gobierno entró en pánico y la mayoría de los ministros presentó la renuncia. Uriburu reorganizó el gabinete, nombrando ministros del sector "liberal". El 8 de mayo suspendió el llamado al colegio electoral provincial, y nombró gobernador de facto de la provincia de Buenos Aires a Manuel Ramón Alvarado.
Pocas semanas más tarde estalló una revolución en la provincia de Corrientes, dirigida por el teniente coronel Gregorio Pomar; aunque fue rápidamente reprimida, dio a Uriburu la excusa que buscaba: clausuró todos los locales de la UCR, arrestó a docenas de dirigentes y prohibió a los colegios electorales elegir políticos vinculados directa o indirectamente con Yrigoyen; Pueyrredón había sido ministro de Yrigoyen, lo que significaba que no podía ser elegido, pero además fue expulsado del país junto con Alvear. Además suspendió las elecciones de gobernadores planeadas para las provincias de Córdoba y Santa Fe. En el mes de septiembre llamó a elecciones para el mes de noviembre, y poco después anuló las elecciones en Buenos Aires.
El experimento corporativista había fracasado, pero aun así, el 20 de febrero de 1932, horas antes de entregar el gobierno a su sucesor, Uriburu declararía que "el voto secreto es precisamente lo que ha permitido el desenfreno demagógico que hemos padecido."

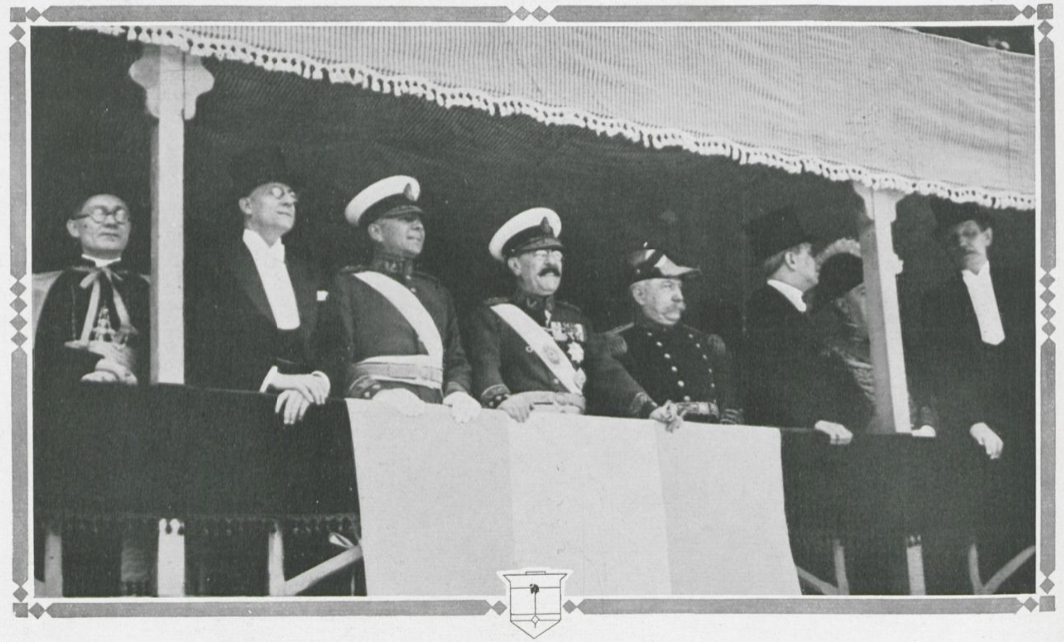
Félix Uriburu, presidente (de facto) argentino y sus ministros presenciando el paso de las tropas que tomaron parte en el desfile del 12 de octubre de 1930. Imagen tomada de la revista "Plus Ultra".

## Gabinete de ministros

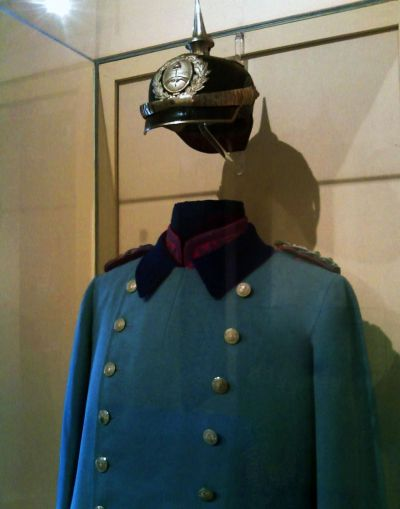
Uniforme de José Félix Uriburu (Museo Histórico Nacional).

## Muerte
Luego de entregar el poder, Uriburu marchó al extranjero por motivos de salud y murió en París, dos meses más tarde, luego de una intervención quirúrgica por un cáncer en el estómago. Posteriormente su cuerpo fue repatriado e inhumado en el Cementerio de la Recoleta.

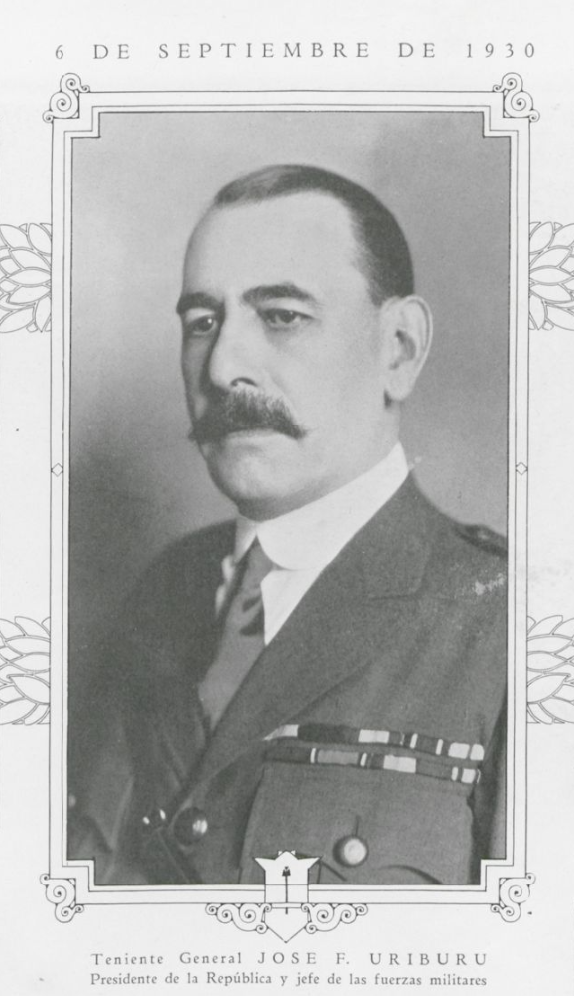
Foto de Félix Uriburu en la revista argentina "Plus Ultra", de 1930.

## Retiro de memoriales
Durante el siglo XX se han realizado varios bustos, memoriales y se han nombrado calles en honor al dictador, varios de los cuales fueron realizados durante gobiernos de facto. No obstante, durante el siglo XXI se han ido retirando los monumentos y renombrado calles.
En la ciudad de Bolívar (provincia de Buenos Aires) existía un busto de Uriburu sobre el parque Las Acollaradas. En 2012, el Concejo Deliberante de la ciudad votó por retirar el busto.
En la ciudad de Balcarce (provincia de Buenos Aires), existe un monumento en la Avenida Favaloro, anteriormente Avenida Uriburu.  Si bien en enero de 2014 el Concejo Deliberante de la ciudad aprobó su retiro, el monumento aún permanece en el lugar.
En la ciudad bonaerense de Olavarría había hasta 2015 un busto de Uriburu en el Parque Mitre, a pocos metros del Monumento a la Libertad erigido por la colectividad francesa, emplazado antes en el entonces Boulevard Uriburu (que actualmente es un tramo de la avenida Colón), fue retirado en 1966 y guardado en un depósito municipal. Después, un interventor de origen conservador (Enrique Mario Alfieri) lo colocó en su despacho y en 1973 otro interventor conservador, Juan Ángel Moya, lo emplazó en el parque antes de que se produjera el cambio democrático el 11 de marzo de ese año.  Un proyecto en el Concejo Deliberante fue aprobado para reemplazarlo por un anterior busto de Eva Perón que había sido arrancado por el golpe de Estado contra Perón de 1955.

## Referencias

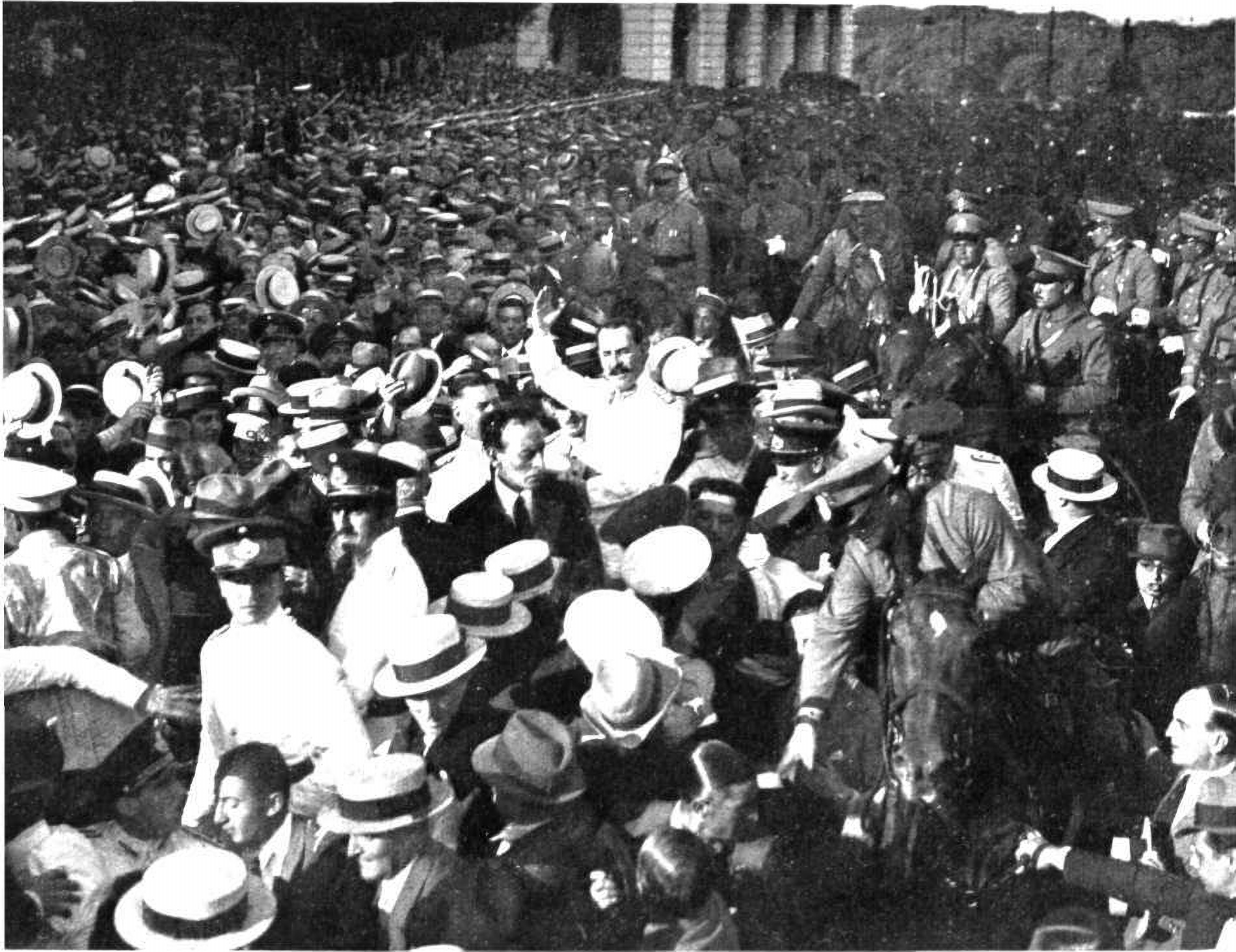
Después de salir de la casa de gobierno, habiéndole entregando el mando a Agustín Pedro Justo, el presidente Félix Uriburu responde a los aplausos del público que lo aclamó. Revista Caras y Caretas 27/2/1932.

## Antepasados
| \| \| \| \| \| \| \| \| \| \| \| \| \| \| \| \| \| \| \| \| 16. Francisco de Uriburu y Ajuría Auxocoa (=24) \| \| \| \| \| \| \| \| \| \| \| \| \| \| \| \| \| \| \| \| \| \| \| \| \| \| \| \| \| \| \| \| \| \| \| \| \| \| \| \| \| \| \| \| \| \| \| \| \| \| \| \| \| \| 8. José de Uriburu y Lamiquiz de Basterrechea (=12) \| \| \| \| \| \| \| \| \| \| \| \| \| \| \| \| \| \| \| \| \| \| \| \| \| \| \| \| \| \| \| \| \| \| \| \| \| \| \| \| \| \| \| \| \| \| \| \| \| \| \| \| \| \| 17. María Cruz de Lamiquiz de Basterrechea y Goiría (=25) \| \| \| \| \| \| \| \| \| \| \| \| \| \| \| \| \| \| \| \| \| \| \| \| \| \| \| \| \| \| \| \| \| \| \| \| \| \| \| \| \| \| \| \| \| \| \| \| \| \| \| \| \| \| 4. Dámasio de Uriburu y González de Hoyos \| \| \| \| \| \| \| \| \| \| \| \| \| \| \| \| \| \| \| \| \| \| \| \| \| \| \| \| \| \| \| \| \| \| \| \| \| \| \| \| \| \| \| \| \| \| \| \| \| \| \| \| \| \| 18. José Domingo González de Hoyos y del Hoyo (=26) \| \| \| \| \| \| \| \| \| \| \| \| \| \| \| \| \| \| \| \| \| \| \| \| \| \| \| \| \| \| \| \| \| \| \| \| \| \| \| \| \| \| \| \| \| \| \| \| \| \| \| \| \| \| 9. Manuela del Carmen González de Hoyos y Aguirre (=13) \| \| \| \| \| \| \| \| \| \| \| \| \| \| \| \| \| \| \| \| \| \| \| \| \| \| \| \| \| \| \| \| \| \| \| \| \| \| \| \| \| \| \| \| \| \| \| \| \| \| \| \| \| \| 19. Francisca de Paula de Aguirre y Ruiz Gallo (=27) \| \| \| \| \| \| \| \| \| \| \| \| \| \| \| \| \| \| \| \| \| \| \| \| \| \| \| \| \| \| \| \| \| \| \| \| \| \| \| \| \| \| \| \| \| \| \| \| \| \| \| \| \| \| 2. José de Uriburu y Poveda \| \| \| \| \| \| \| \| \| \| \| \| \| \| \| \| \| \| \| \| \| \| \| \| \| \| \| \| \| \| \| \| \| \| \| \| \| \| \| \| \| \| \| \| \| \| \| \| \| \| \| \| \| \| 20. Manuel Poveda \| \| \| \| \| \| \| \| \| \| \| \| \| \| \| \| \| \| \| \| \| \| \| \| \| \| \| \| \| \| \| \| \| \| \| \| \| \| \| \| \| \| \| \| \| \| \| \| \| \| \| \| \| \| 10. Francisco Poveda y Hernández \| \| \| \| \| \| \| \| \| \| \| \| \| \| \| \| \| \| \| \| \| \| \| \| \| \| \| \| \| \| \| \| \| \| \| \| \| \| \| \| \| \| \| \| \| \| \| \| \| \| \| \| \| \| 21. Mariana Hernández \| \| \| \| \| \| \| \| \| \| \| \| \| \| \| \| \| \| \| \| \| \| \| \| \| \| \| \| \| \| \| \| \| \| \| \| \| \| \| \| \| \| \| \| \| \| \| \| \| \| \| \| \| \| 5. Teresa del Rosario Poveda e Isasmendi \| \| \| \| \| \| \| \| \| \| \| \| \| \| \| \| \| \| \| \| \| \| \| \| \| \| \| \| \| \| \| \| \| \| \| \| \| \| \| \| \| \| \| \| \| \| \| \| \| \| \| \| \| \| 22. Domingo de Isasmendi y Ormazábal \| \| \| \| \| \| \| \| \| \| \| \| \| \| \| \| \| \| \| \| \| \| \| \| \| \| \| \| \| \| \| \| \| \| \| \| \| \| \| \| \| \| \| \| \| \| \| \| \| \| \| \| \| \| 11. Juana Águeda de Isasmendi y Echalar \| \| \| \| \| \| \| \| \| \| \| \| \| \| \| \| \| \| \| \| \| \| \| \| \| \| \| \| \| \| \| \| \| \| \| \| \| \| \| \| \| \| \| \| \| \| \| \| \| \| \| \| \| \| 23. Josefa Gertrudis Echalar y Morales \| \| \| \| \| \| \| \| \| \| \| \| \| \| \| \| \| \| \| \| \| \| \| \| \| \| \| \| \| \| \| \| \| \| \| \| \| \| \| \| \| \| \| \| \| \| \| \| \| \| \| \| \| \| 1. José Félix Benito Uriburu \| \| \| \| \| \| \| \| \| \| \| \| \| \| \| \| \| \| \| \| \| \| \| \| \| \| \| \| \| \| \| \| \| \| \| \| \| \| \| \| \| \| \| \| \| \| \| \| \| \| \| \| \| \| 24. Francisco de Uriburu y Ajuría Auxocoa (=16). \| \| \| \| \| \| \| \| \| \| \| \| \| \| \| \| \| \| \| \| \| \| \| \| \| \| \| \| \| \| \| \| \| \| \| \| \| \| \| \| \| \| \| \| \| \| \| \| \| \| \| \| \| \| 12. José de Uriburu y Lamiquiz de Basterrechea (=8). \| \| \| \| \| \| \| \| \| \| \| \| \| \| \| \| \| \| \| \| \| \| \| \| \| \| \| \| \| \| \| \| \| \| \| \| \| \| \| \| \| \| \| \| \| \| \| \| \| \| \| \| \| \| 25. María Cruz de Lamiquiz de Basterrechea y Goiría (=17). \| \| \| \| \| \| \| \| \| \| \| \| \| \| \| \| \| \| \| \| \| \| \| \| \| \| \| \| \| \| \| \| \| \| \| \| \| \| \| \| \| \| \| \| \| \| \| \| \| \| \| \| \| \| 6. Evaristo de Uriburu y González de Hoyos, Gobernador de Salta \| \| \| \| \| \| \| \| \| \| \| \| \| \| \| \| \| \| \| \| \| \| \| \| \| \| \| \| \| \| \| \| \| \| \| \| \| \| \| \| \| \| \| \| \| \| \| \| \| \| \| \| \| \| 26. José Domingo González de Hoyos y del Hoyo (=18). \| \| \| \| \| \| \| \| \| \| \| \| \| \| \| \| \| \| \| \| \| \| \| \| \| \| \| \| \| \| \| \| \| \| \| \| \| \| \| \| \| \| \| \| \| \| \| \| \| \| \| \| \| \| 13. Manuela del Carmen González de Hoyos y Aguirree (=9). \| \| \| \| \| \| \| \| \| \| \| \| \| \| \| \| \| \| \| \| \| \| \| \| \| \| \| \| \| \| \| \| \| \| \| \| \| \| \| \| \| \| \| \| \| \| \| \| \| \| \| \| \| \| 27. Francisca de Paula de Aguirre y Ruiz Gallo (=19). \| \| \| \| \| \| \| \| \| \| \| \| \| \| \| \| \| \| \| \| \| \| \| \| \| \| \| \| \| \| \| \| \| \| \| \| \| \| \| \| \| \| \| \| \| \| \| \| \| \| \| \| \| \| 3. Serafina de Uriburu y Álvarez de Arenales \| \| \| \| \| \| \| \| \| \| \| \| \| \| \| \| \| \| \| \| \| \| \| \| \| \| \| \| \| \| \| \| \| \| \| \| \| \| \| \| \| \| \| \| \| \| \| \| \| \| \| \| \| \| 28. Francisco Álvarez de Arenales \| \| \| \| \| \| \| \| \| \| \| \| \| \| \| \| \| \| \| \| \| \| \| \| \| \| \| \| \| \| \| \| \| \| \| \| \| \| \| \| \| \| \| \| \| \| \| \| \| \| \| \| \| \| 14. Juan Antonio Álvarez de Arenales y González, Gobernador de Salta \| \| \| \| \| \| \| \| \| \| \| \| \| \| \| \| \| \| \| \| \| \| \| \| \| \| \| \| \| \| \| \| \| \| \| \| \| \| \| \| \| \| \| \| \| \| \| \| \| \| \| \| \| \| 29. María González \| \| \| \| \| \| \| \| \| \| \| \| \| \| \| \| \| \| \| \| \| \| \| \| \| \| \| \| \| \| \| \| \| \| \| \| \| \| \| \| \| \| \| \| \| \| \| \| \| \| \| \| \| \| 7. María Josefa Álvarez de Arenales y González de Hoyos \| \| \| \| \| \| \| \| \| \| \| \| \| \| \| \| \| \| \| \| \| \| \| \| \| \| \| \| \| \| \| \| \| \| \| \| \| \| \| \| \| \| \| \| \| \| \| \| \| \| \| \| \| \| 30. Bonifacio González de Hoyos y del Hoyo \| \| \| \| \| \| \| \| \| \| \| \| \| \| \| \| \| \| \| \| \| \| \| \| \| \| \| \| \| \| \| \| \| \| \| \| \| \| \| \| \| \| \| \| \| \| \| \| \| \| \| \| \| \| 15. María Serafina González de Hoyos y Torres Gaete \| \| \| \| \| \| \| \| \| \| \| \| \| \| \| \| \| \| \| \| \| \| \| \| \| \| \| \| \| \| \| \| \| \| \| \| \| \| \| \| \| \| \| \| \| \| \| \| \| \| \| \| \| \| 31. María Martina de Torres Gaete y Córdoba \| \| \| \| \| \| \| \| \| \| \| \| \| \| \| \| \| \| \| \| \| \| \| \| \| \| \| \| \| \| \| \| \| \| \| \| \| \| \| \| \| \| \| \| \| \| \| \| \| \| \| \| |                                                                      |  |  |  |  |  |  |  |  |  |  |  |  |  |  |  |
| |                                                                      |  |  |  |  |  |  |  |  |  |  |  |  |  |  |  |
| | 16. Francisco de Uriburu y Ajuría Auxocoa (=24)                      |  |  |  |  |  |  |  |  |  |  |  |  |  |  |  |
| |                                                                      |  |  |  |  |  |  |  |  |  |  |  |  |  |  |  |
| |                                                                      |  |  |  |  |  |  |  |  |  |  |  |  |  |  |  |
| | 8. José de Uriburu y Lamiquiz de Basterrechea (=12)                  |  |  |  |  |  |  |  |  |  |  |  |  |  |  |  |
| |                                                                      |  |  |  |  |  |  |  |  |  |  |  |  |  |  |  |
| |                                                                      |  |  |  |  |  |  |  |  |  |  |  |  |  |  |  |
| | 17. María Cruz de Lamiquiz de Basterrechea y Goiría (=25)            |  |  |  |  |  |  |  |  |  |  |  |  |  |  |  |
| |                                                                      |  |  |  |  |  |  |  |  |  |  |  |  |  |  |  |
| |                                                                      |  |  |  |  |  |  |  |  |  |  |  |  |  |  |  |
| | 4. Dámasio de Uriburu y González de Hoyos                            |  |  |  |  |  |  |  |  |  |  |  |  |  |  |  |
| |                                                                      |  |  |  |  |  |  |  |  |  |  |  |  |  |  |  |
| |                                                                      |  |  |  |  |  |  |  |  |  |  |  |  |  |  |  |
| | 18. José Domingo González de Hoyos y del Hoyo (=26)                  |  |  |  |  |  |  |  |  |  |  |  |  |  |  |  |
| |                                                                      |  |  |  |  |  |  |  |  |  |  |  |  |  |  |  |
| |                                                                      |  |  |  |  |  |  |  |  |  |  |  |  |  |  |  |
| | 9. Manuela del Carmen González de Hoyos y Aguirre (=13)              |  |  |  |  |  |  |  |  |  |  |  |  |  |  |  |
| |                                                                      |  |  |  |  |  |  |  |  |  |  |  |  |  |  |  |
| |                                                                      |  |  |  |  |  |  |  |  |  |  |  |  |  |  |  |
| | 19. Francisca de Paula de Aguirre y Ruiz Gallo (=27)                 |  |  |  |  |  |  |  |  |  |  |  |  |  |  |  |
| |                                                                      |  |  |  |  |  |  |  |  |  |  |  |  |  |  |  |
| |                                                                      |  |  |  |  |  |  |  |  |  |  |  |  |  |  |  |
| | 2. José de Uriburu y Poveda                                          |  |  |  |  |  |  |  |  |  |  |  |  |  |  |  |
| |                                                                      |  |  |  |  |  |  |  |  |  |  |  |  |  |  |  |
| |                                                                      |  |  |  |  |  |  |  |  |  |  |  |  |  |  |  |
| | 20. Manuel Poveda                                                    |  |  |  |  |  |  |  |  |  |  |  |  |  |  |  |
| |                                                                      |  |  |  |  |  |  |  |  |  |  |  |  |  |  |  |
| |                                                                      |  |  |  |  |  |  |  |  |  |  |  |  |  |  |  |
| | 10. Francisco Poveda y Hernández                                     |  |  |  |  |  |  |  |  |  |  |  |  |  |  |  |
| |                                                                      |  |  |  |  |  |  |  |  |  |  |  |  |  |  |  |
| |                                                                      |  |  |  |  |  |  |  |  |  |  |  |  |  |  |  |
| | 21. Mariana Hernández                                                |  |  |  |  |  |  |  |  |  |  |  |  |  |  |  |
| |                                                                      |  |  |  |  |  |  |  |  |  |  |  |  |  |  |  |
| |                                                                      |  |  |  |  |  |  |  |  |  |  |  |  |  |  |  |
| | 5. Teresa del Rosario Poveda e Isasmendi                             |  |  |  |  |  |  |  |  |  |  |  |  |  |  |  |
| |                                                                      |  |  |  |  |  |  |  |  |  |  |  |  |  |  |  |
| |                                                                      |  |  |  |  |  |  |  |  |  |  |  |  |  |  |  |
| | 22. Domingo de Isasmendi y Ormazábal                                 |  |  |  |  |  |  |  |  |  |  |  |  |  |  |  |
| |                                                                      |  |  |  |  |  |  |  |  |  |  |  |  |  |  |  |
| |                                                                      |  |  |  |  |  |  |  |  |  |  |  |  |  |  |  |
| | 11. Juana Águeda de Isasmendi y Echalar                              |  |  |  |  |  |  |  |  |  |  |  |  |  |  |  |
| |                                                                      |  |  |  |  |  |  |  |  |  |  |  |  |  |  |  |
| |                                                                      |  |  |  |  |  |  |  |  |  |  |  |  |  |  |  |
| | 23. Josefa Gertrudis Echalar y Morales                               |  |  |  |  |  |  |  |  |  |  |  |  |  |  |  |
| |                                                                      |  |  |  |  |  |  |  |  |  |  |  |  |  |  |  |
| |                                                                      |  |  |  |  |  |  |  |  |  |  |  |  |  |  |  |
| | 1. José Félix Benito Uriburu                                         |  |  |  |  |  |  |  |  |  |  |  |  |  |  |  |
| |                                                                      |  |  |  |  |  |  |  |  |  |  |  |  |  |  |  |
| |                                                                      |  |  |  |  |  |  |  |  |  |  |  |  |  |  |  |
| | 24. Francisco de Uriburu y Ajuría Auxocoa (=16).                     |  |  |  |  |  |  |  |  |  |  |  |  |  |  |  |
| |                                                                      |  |  |  |  |  |  |  |  |  |  |  |  |  |  |  |
| |                                                                      |  |  |  |  |  |  |  |  |  |  |  |  |  |  |  |
| | 12. José de Uriburu y Lamiquiz de Basterrechea (=8).                 |  |  |  |  |  |  |  |  |  |  |  |  |  |  |  |
| |                                                                      |  |  |  |  |  |  |  |  |  |  |  |  |  |  |  |
| |                                                                      |  |  |  |  |  |  |  |  |  |  |  |  |  |  |  |
| | 25. María Cruz de Lamiquiz de Basterrechea y Goiría (=17).           |  |  |  |  |  |  |  |  |  |  |  |  |  |  |  |
| |                                                                      |  |  |  |  |  |  |  |  |  |  |  |  |  |  |  |
| |                                                                      |  |  |  |  |  |  |  |  |  |  |  |  |  |  |  |
| | 6. Evaristo de Uriburu y González de Hoyos, Gobernador de Salta      |  |  |  |  |  |  |  |  |  |  |  |  |  |  |  |
| |                                                                      |  |  |  |  |  |  |  |  |  |  |  |  |  |  |  |
| |                                                                      |  |  |  |  |  |  |  |  |  |  |  |  |  |  |  |
| | 26. José Domingo González de Hoyos y del Hoyo (=18).                 |  |  |  |  |  |  |  |  |  |  |  |  |  |  |  |
| |                                                                      |  |  |  |  |  |  |  |  |  |  |  |  |  |  |  |
| |                                                                      |  |  |  |  |  |  |  |  |  |  |  |  |  |  |  |
| | 13. Manuela del Carmen González de Hoyos y Aguirree (=9).            |  |  |  |  |  |  |  |  |  |  |  |  |  |  |  |
| |                                                                      |  |  |  |  |  |  |  |  |  |  |  |  |  |  |  |
| |                                                                      |  |  |  |  |  |  |  |  |  |  |  |  |  |  |  |
| | 27. Francisca de Paula de Aguirre y Ruiz Gallo (=19).                |  |  |  |  |  |  |  |  |  |  |  |  |  |  |  |
| |                                                                      |  |  |  |  |  |  |  |  |  |  |  |  |  |  |  |
| |                                                                      |  |  |  |  |  |  |  |  |  |  |  |  |  |  |  |
| | 3. Serafina de Uriburu y Álvarez de Arenales                         |  |  |  |  |  |  |  |  |  |  |  |  |  |  |  |
| |                                                                      |  |  |  |  |  |  |  |  |  |  |  |  |  |  |  |
| |                                                                      |  |  |  |  |  |  |  |  |  |  |  |  |  |  |  |
| | 28. Francisco Álvarez de Arenales                                    |  |  |  |  |  |  |  |  |  |  |  |  |  |  |  |
| |                                                                      |  |  |  |  |  |  |  |  |  |  |  |  |  |  |  |
| |                                                                      |  |  |  |  |  |  |  |  |  |  |  |  |  |  |  |
| | 14. Juan Antonio Álvarez de Arenales y González, Gobernador de Salta |  |  |  |  |  |  |  |  |  |  |  |  |  |  |  |
| |                                                                      |  |  |  |  |  |  |  |  |  |  |  |  |  |  |  |
| |                                                                      |  |  |  |  |  |  |  |  |  |  |  |  |  |  |  |
| | 29. María González                                                   |  |  |  |  |  |  |  |  |  |  |  |  |  |  |  |
| |                                                                      |  |  |  |  |  |  |  |  |  |  |  |  |  |  |  |
| |                                                                      |  |  |  |  |  |  |  |  |  |  |  |  |  |  |  |
| | 7. María Josefa Álvarez de Arenales y González de Hoyos              |  |  |  |  |  |  |  |  |  |  |  |  |  |  |  |
| |                                                                      |  |  |  |  |  |  |  |  |  |  |  |  |  |  |  |
| |                                                                      |  |  |  |  |  |  |  |  |  |  |  |  |  |  |  |
| | 30. Bonifacio González de Hoyos y del Hoyo                           |  |  |  |  |  |  |  |  |  |  |  |  |  |  |  |
| |                                                                      |  |  |  |  |  |  |  |  |  |  |  |  |  |  |  |
| |                                                                      |  |  |  |  |  |  |  |  |  |  |  |  |  |  |  |
| | 15. María Serafina González de Hoyos y Torres Gaete                  |  |  |  |  |  |  |  |  |  |  |  |  |  |  |  |
| |                                                                      |  |  |  |  |  |  |  |  |  |  |  |  |  |  |  |
| |                                                                      |  |  |  |  |  |  |  |  |  |  |  |  |  |  |  |
| | 31. María Martina de Torres Gaete y Córdoba                          |  |  |  |  |  |  |  |  |  |  |  |  |  |  |  |
| |                                                                      |  |  |  |  |  |  |  |  |  |  |  |  |  |  |  |
| |                                                                      |  |  |  |  |  |  |  |  |  |  |  |  |  |  |  |